# 科納提國家公園

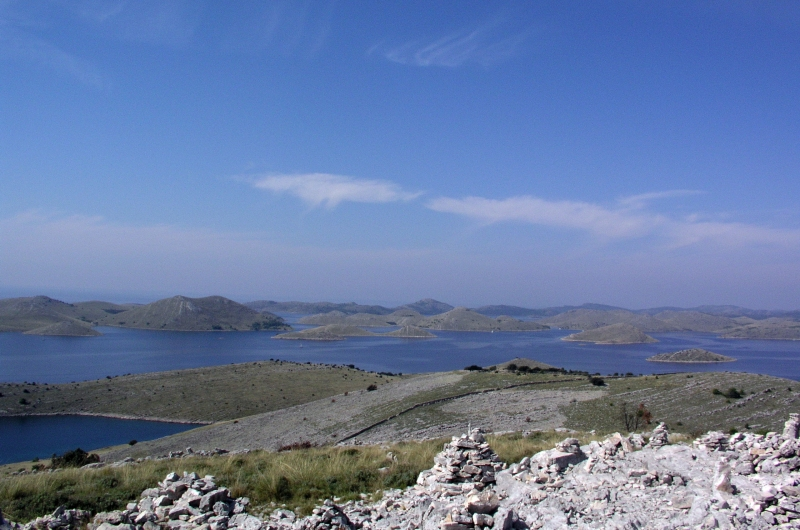

科納提國家公園是克羅地亞的國家公園，位於達爾馬提亞地區中部，由希貝尼克-克寧縣負責管轄，面積220平方公里，由89座島嶼組成，海岸線長度238公里，始建於1980年7月24日。

## 外部連結
- Nacionalni park Kornati （页面存档备份，存于）
- Odluka o prostornom planu （页面存档备份，存于）